# Bob Corish
Robert Corish (sinh ngày 13 tháng 9 năm 1958), hay Bobby Corish, là một cựu cầu thủ bóng đá người Anh thi đấu ở vị trí hậu vệ.

## Sự nghiệp bóng đá
Sinh ra ở Liverpool, Corish thi đấu ở Football League cho Derby County và tại North American Soccer League cho Fort Lauderdale Strikers.

## Sự nghiệp y khoa
Sau khi chấn thương đầu gối phải kết thúc sự nghiệp, Corish trở thành một bác sĩ.